# Ioana Olteanu
Ioana Olteanu (ur. 25 lutego 1966 w Drăcșenei) – rumuńska wioślarka, trzykrotna medalistka olimpijska.
Wszystkie medale - srebro i dwa złote - zdobyła jako członkini rumuńskiej ósemki, która od ponad dwudziestu lat nie schodzi z olimpijskiego podium. Należała do tej osady na trzech igrzyskach, od Barcelony do Sydney. Zdobywała także tytuły mistrzyni świata.